# Château de Neuenstein
Le château de Neuenstein est un château Renaissance situé dans le Bade-Wurtemberg à Neuenstein. Il fut construit comme résidence principale de la famille Hohenlohe-Neuenstein, branche protestante de la famille Hohenlohe. C'est aujourd'hui un musée et la maison des archives de la famille Hohenlohe, gérées conjointement avec l'État de Bade-Wurtemberg.
Des concerts sont donnés régulièrement l'été (Hohenholer Kultursommer) dans la salle des chevaliers qui mesure 41m de long et 10m de large.

## Histoire

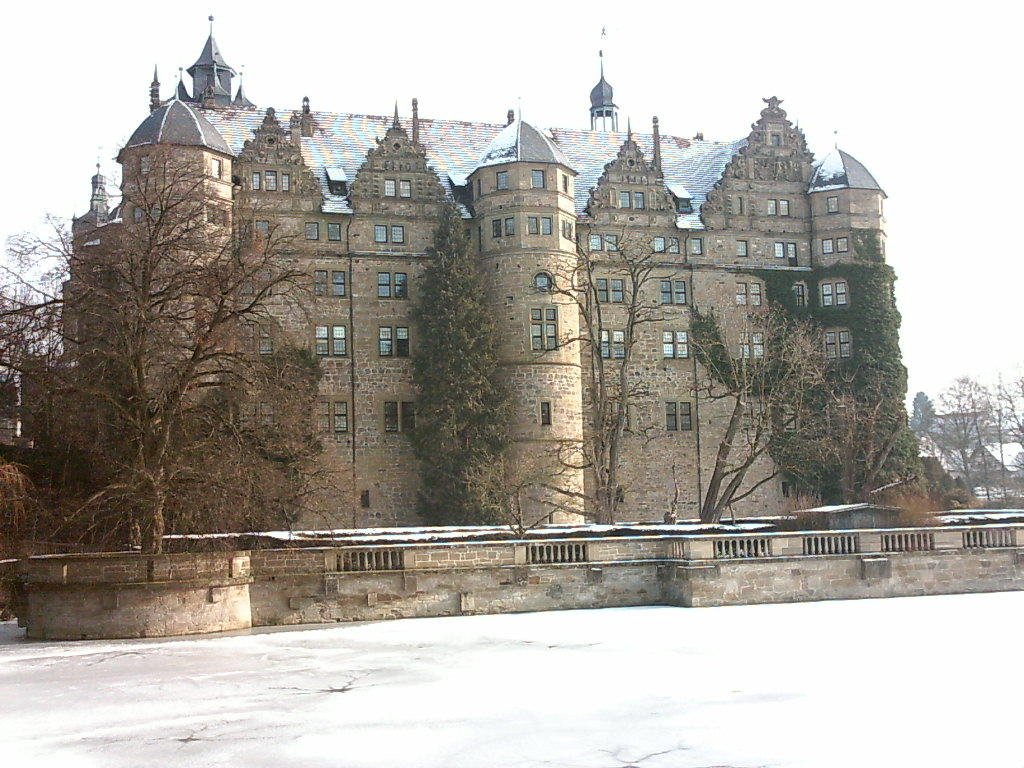
Le château en hiver

Le château actuel a été construit à l'emplacement d'un château fort des Hohenstaufen antérieur au XIIIe siècle entouré d'eau (Wasserburg). Il surveillait la route du Rhin vers Wimpfen jusqu'au Danube. Le château fait partie en 1230 des domaines des seigneurs de Stein, dont les descendants s'appellent plus tard les Neuenstein. Il entre dans les possessions des seigneurs de Hohenlohe au début du XIVe siècle et ils en font leur résidence.
Le château est agrandi au XVe siècle, mais c'est surtout au XVIe siècle que le comte Louis-Casimir de Hohenlohe-Neuenstein le réaménage en château Renaissance. C'est un château haut et puissant à quatre corps de bâtiment fermés, avec l'ancien donjon roman à l'angle nord-ouest. Deux autres angles sont surplombés de tours rondes à toiture. Un pont, décoré des blasons du comte Louis-Casimir et de son épouse, née Anne de Solms-Laubach, mène à l'entrée d'honneur. Les travaux se poursuivent jusqu'au début du XVIIe siècle.
Après la mort du comte Wolfgang de Hohenlohe-Neuenstein en 1698, la famille élit résidence à Öhringen. Le château vide est mal entretenu. La famille Hohenlohe y installe toutefois un hospice de vieillards, un orphelinat et même des ateliers, notamment sous l'impulsion du prince Louis-Frédéric de Hohenlohe-Öhringen.
Des travaux de restauration sont entrepris après 1870. On commence par la Salle de l'Empereur et petit à petit l'on déménage la collection d'antiques du château de Kirchberg pour en faire la base d'un musée familial. Ce fut le premier musée privé d'Allemagne. Il ouvre aux amateurs, aux historiens et aux collectionneurs en 1878, puis peu à peu au public.
Le prince Christian Kraft de Hohenlohe commande à l'architecte Bodo Ebhardt la restauration du château au début du XXe siècle. Les travaux se poursuivent de 1906 à 1925.

## Musée de Neuenstein

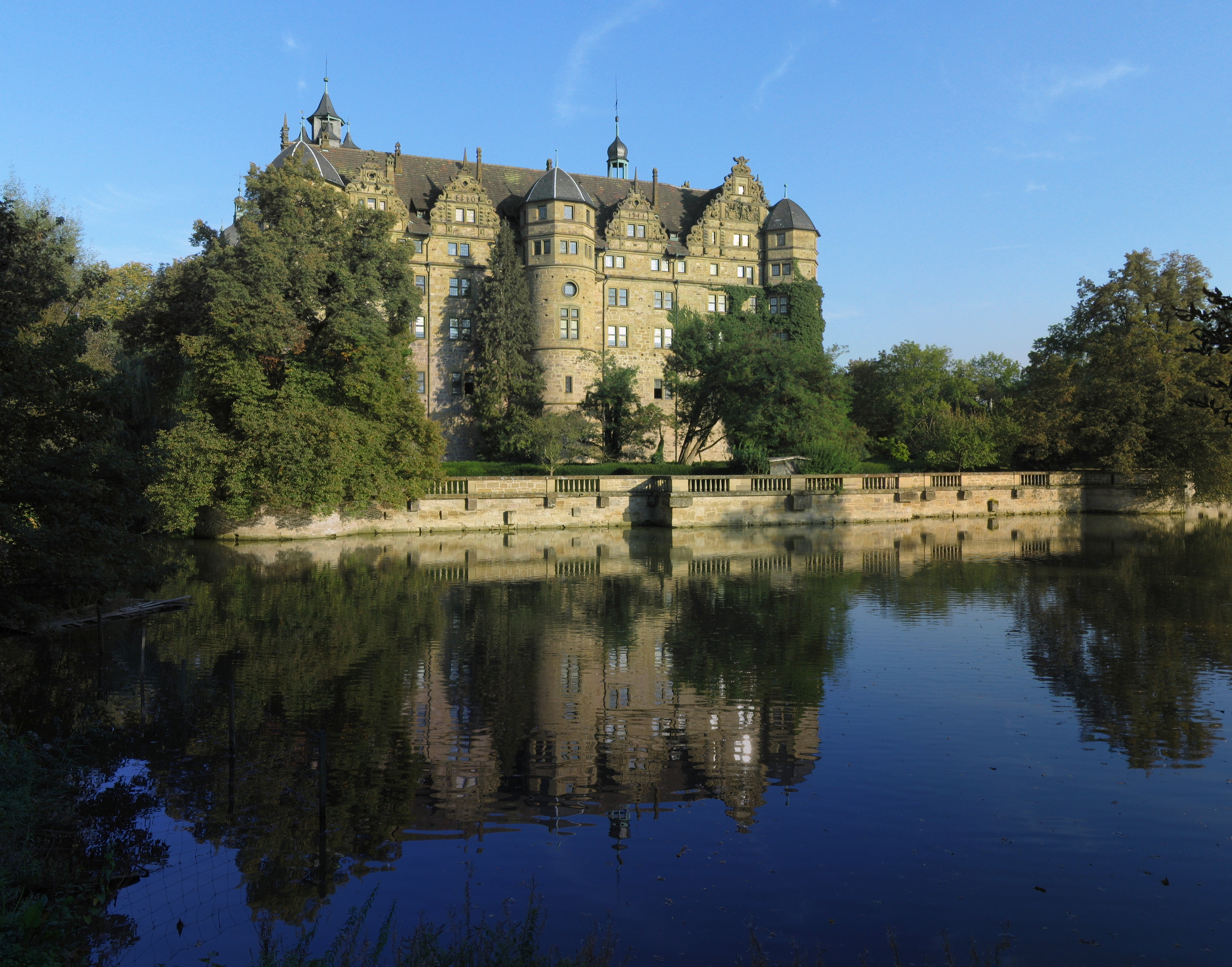
Le château à la fin de l'été

Le musée du château comprend entre autres la Salle de l'Empereur, la Salle royale des Voûtes, ainsi que les cuisines du Moyen Âge tardif, entièrement équipées comme à l'époque.
On peut admirer une collection d'objets d'art d'un grand intérêt historique, des trophées et des instruments de chasse, ainsi qu'un cabinet de curiosités, typique des XVIIe et XVIIIe siècles, des œuvres d'art de la Renaissance, et des souvenirs comme un chapeau du roi Gustave II Adolphe de Suède, un soulier de l'impératrice Catherine la Grande ou bien un gros lithiase du comte de Nimbourg !
Le château est ouvert du 16 mars au 15 novembre.